# Careoradula perelegans
Careoradula perelegans (E. von Martens, 1898) è un mollusco gasteropode polmonato terrestre della famiglia Streptaxidae, endemico delle isole Seychelles. È l'unica specie nota del genere Careoradula.

## Biologia
È una specie necrofaga e, a differenza del resto degli streptaxidi, che presentano in genere una radula ben sviluppata, questo gasteropode ne è del tutto privo. L'esofago di Careoradula perelegans è dotato di robuste creste muscolari, caratteristiche della specie; nell'estremità anteriore dell'esofago è presente un rostro estensibile. La preda, in genere un altro mollusco in stato di decomposizione, viene agganciata col rostro e quindi ingerita intera con energici movimenti muscolari peristaltici.

## Distribuzione e habitat
L'areale di questa specie è ristretto alle isole di Mahé e Silhouette (Seychelles).

## Conservazione
La Lista rossa IUCN classifica Careoradula perelegans come specie in pericolo di estinzione (Endangered).